# 31e régiment d'infanterie (États-Unis)
Pour les articles homonymes, voir 31e régiment d'infanterie.
Le 31e régiment d'infanterie des États-Unis  est un régiment de l'armée américaine créé en 1916.

## Historique
Durant la guerre de Corée, il intègre à partir de 1952 le bataillon d'infanterie colombien participant à ce conflit.